# Dendrocephalus cervicornis
Dendrocephalus cervicornis är en kräftdjursart som först beskrevs av W. Weltner 1890.  Dendrocephalus cervicornis ingår i släktet Dendrocephalus och familjen Thamnocephalidae. Inga underarter finns listade i Catalogue of Life.